# Hybolasius lanipes
Hybolasius lanipes är en skalbaggsart som beskrevs av Sharp 1877. Hybolasius lanipes ingår i släktet Hybolasius och familjen långhorningar. Inga underarter finns listade i Catalogue of Life.